# Кубічне рівняння
Кубі́чне рівня́ння — алгебричне рівняння вигляду
{\displaystyle \ ax^{3}+bx^{2}+cx+d=0}, де {\displaystyle \ a\neq 0}.
Для того, щоб отримати загальний розв'язок кубічного рівняння, зручніше звести його до канонічного вигляду
{\displaystyle \ z^{3}+pz+q=0.}
Це можна зробити, поділивши рівняння на старший коефіцієнт {\displaystyle \ a}, після чого провівши заміну змінної {\displaystyle x=z-{\frac {b}{3a}}}.
При цьому коефіцієнти будуть рівні:
{\displaystyle q={\frac {2b^{3}}{27a^{3}}}-{\frac {bc}{3a^{2}}}+{\frac {d}{a}},}
{\displaystyle p={\frac {c}{a}}-{\frac {b^{2}}{3a^{2}}}.}

## Історія

### Стародавній період
Кубічні рівняння були відомі ще стародавнім єгиптянам, вавилонянам, стародавнім грекам, китайцям та індійцям. Знайдено клинописні таблички старовавилонського періоду (XX—XVI ст. до н. е.), що містять таблиці значень кубів та кубічних коренів. Вавилоняни могли використовувати ці таблиці для розв'язування кубічних рівнянь, але не існує жодних свідчень, що вони це робили.
Задача подвоєння куба використовує найпростіше і найстаріше з кубічних рівнянь, і стародавні єгиптяни не вірили, що його розв'язок існує. У V ст. до н. е. Гіппократ звів цю задачу до знаходження двох середніх пропорційних між одним відрізком та іншим, вдвічі більшим від нього, але не зміг розв'язати її за допомогою циркуля та лінійки, що, як тепер відомо, неможливо зробити.
У III столітті давньогрецький математик Діофант знайшов цілі та раціональні розв'язки для деяких кубічних рівнянь з двома невідомими (діофантових рівнянь). Вважається, що Гіппократ, Менехм і Архімед підійшли ближче до розв'язання задачі про подвоєння куба за допомогою конічних перерізів, хоча деякі історики, такі як Ревіель Нетц, кажуть, що невідомо, чи думали греки про кубічні рівняння, чи просто про задачі, які можуть привести до кубічних рівнянь. Томас Гіт, перекладач і коментатор усіх праць Архімеда, які дійшли до нас, не погоджується, вказуючи на свідчення, що Архімед дійсно розв'язував кубічні рівняння за допомогою перетину двох конусів.
Чисельні методи розв'язування кубічних рівнянь з'являються в китайському математичному тексті Математика в дев'яти книгах, складеному близько другого століття до нашої ери і прокоментованому китайським математиком Лю Хуеєм у III столітті.
У VII столітті, за часів династії Тан, астроном і математик Ван Сяотун у математичному трактаті, під назвою Цзігу Суаньцзін, виклав і розв'язав 25 кубічних рівнянь вигляду {\displaystyle x^{3}+px^{2}+qx=N}, у 23 з яких {\displaystyle p,q\neq 0} і у двох рівняннях {\displaystyle q=0}.

### Середньовіччя
В XI столітті перський поет і математик Омар Хаям (1048—1131) досяг суттєвого прогресу в теорії кубічних рівнянь. У ранніх роботах, присвячених кубічним рівнянням, він виявив, що кубічне рівняння може мати два розв'язки (випадку трьох коренів він не помітив), і стверджував, що рівняння не можна розв'язати за допомогою циркуля та лінійки. Він також знайшов геометричний ров'язок. У його пізнішій праці Трактат про демонстрацію задач алгебри він описав повну класифікацію кубічних рівнянь зі своїми загальними геометричними розв'язками, що використовують перетини конічних перерізів.
У XII столітті індійський математик Бхаскара II намагався розв'язувати кубічні рівняння без особливих успіхів. Однак він навів один приклад розв'язання кубічного рівняння:
{\displaystyle x^{3}+12x=6x^{2}+35.}
У тому ж XII столітті перський математик Шараф ад-Дін написав Al-Mu'adalat (Трактат про рівняння), в якому йдеться про вісім типів кубічних рівнянь з додатними розв'язками та про п'ять типів, що не мають додатних розв'язків. Він використав підхід, який пізніше став відомим як метод Руффіні — Горнера для чисельної апроксимації кореня кубічного рівняння. Він також розробив концепцію похідної функції та екстремумів кривої для розв'язування кубічних рівнянь, які можуть не мати додатних коренів. Він зрозумів важливість дискримінанта кубічного рівняння для знаходження алгебричного розв'язку деяких видів кубічних рівнянь.
У середньовічній Європі до XVI століття успіхів у розв'язанні кубічних рівнянь не було. Леонардо Пізанський, відомий також як Фібоначчі (1170—1250), умів знаходити додатні розв'язки кубічного рівняння {\displaystyle x^{3}+2x^{2}+10x=20} за допомогою вавилонських цифр. Він вказав розв'язок {\displaystyle 1,22,7,42,33,4,40,} що дорівнює {\displaystyle 1+22/60+7/60^{2}+42/60^{3}+33/60^{4}+4/60^{5}+40/60^{6}} у стандартному записі і відрізняється від точного розв'язку лише на три трильйонних.
Лука Пачолі у трактаті «Сума арифметики, геометрії, відношень і пропорцій» (1494) писав, що загальне розв'язання кубічних рівнянь «так само неможливе за сучасного стану науки, як і розв'язання квадратури круга циркулем та лінійкою».

### Відкриття дель Ферро— Тартальї
На початку XVI століття італійський математик Сципіон дель Ферро знайшов загальний метод розв'язувння важливого класу кубічних рівнянь, а саме, рівнянь вигляду {\displaystyle x^{3}+mx=n} з невід'ємними n і m. Фактично всі кубічні рівняння можна звести до такого вигляду, якщо допустити можливість {\displaystyle m} і {\displaystyle n} бути від'ємними, але від'ємні числа тоді ще не вважалися допустимими. Дель Ферро тримав своє відкриття в секреті, поки не розповів про нього перед смертю своєму учневі Антоніо Фіоре (Antonio Fiore).

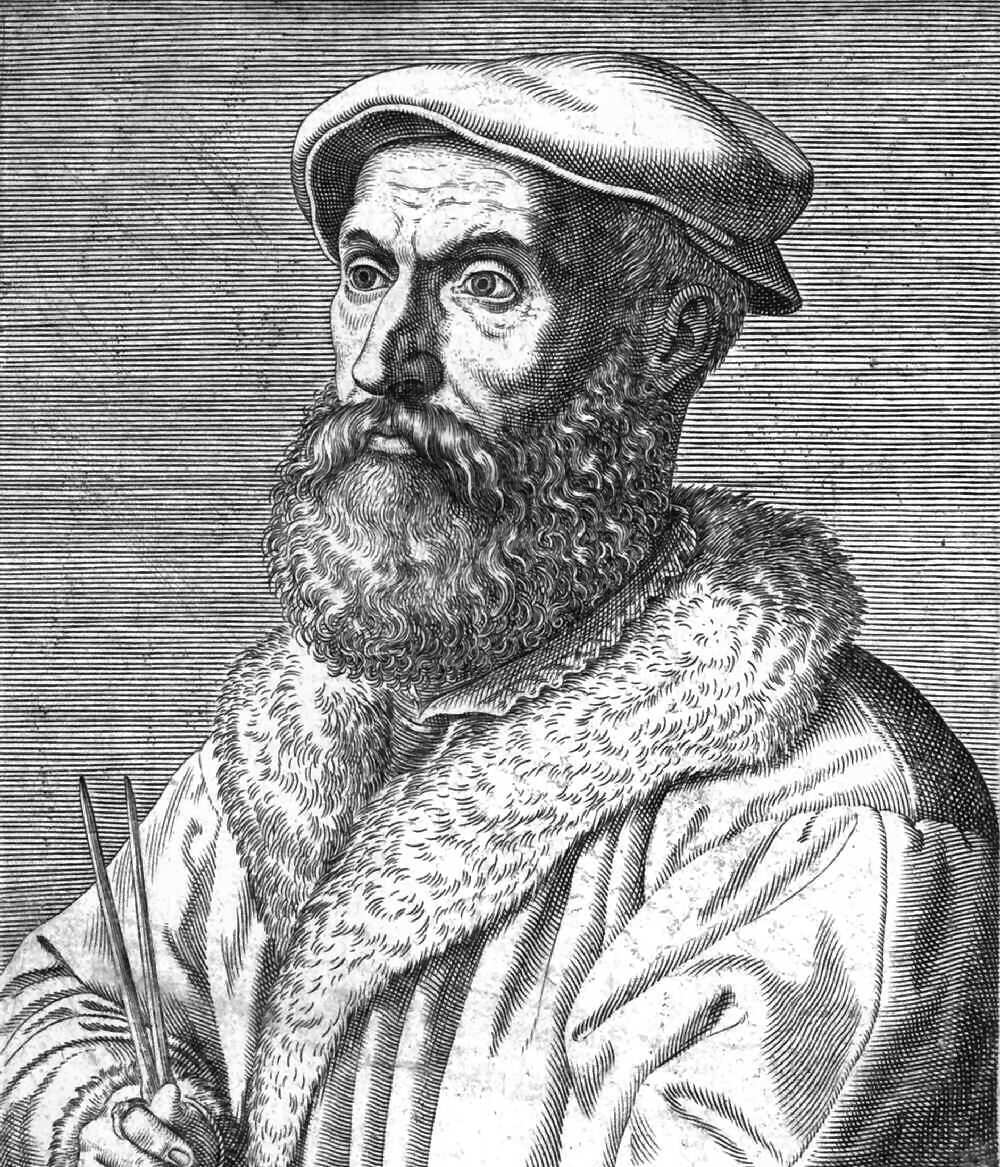
Ніколо Фонтана Тарталья

1530 року Нікколо Тарталья отримав від Дзуанне да Кої дві задачі у вигляді кубічних рівнянь і оголосив, що він їх може розв'язати. Він незабаром отримав від Фіоре виклик на математичне змагання, яке після його завершення стало знаменитим. Кожен із них мав запропонувати супернику розв'язати певну кількість задач. Виявилося, що всі задачі, які отримав Тарталья, зводилися до кубічних рівнянь типу {\displaystyle x^{3}+mx=n}. Незадовго до закінчення терміну Тартальї вдалося розробити загальний метод розв'язання кубічних рівнянь цього типу (перевідкривши метод дель Ферро), а також узагальнити його на два інші типи ({\displaystyle x^{3}=mx+n} і {\displaystyle x^{3}+n=mx}). Після цього він швидко розв'язав усі запропоновані йому задачі. Фіоре ж отримав від Тартальї задачі з різних розділів математики, багато з яких виявилися йому не під силу; як наслідок, Тарталья виграв змагання.
Пізніше Джероламо Кардано неодноразово намагався переконати Тарталью розкрити секрет розв'язування кубічних рівнянь. 1539 року йому це вдалося: Тарталья повідомив свій метод, але за умови, що Кардано нікому його не відкриє до виходу книги самого Тартальї про кубічні рівняння, над якою він працював і де збирався опублікувати метод. Через шість років Тарталья так і не опублікував свою книгу, а Кардано, дізнавшись на той час про роботи Ферро, вважав за можливе опублікувати метод дель Ферро (із згадкою про те, що Тарталья незалежно його відкрив) у своїй книзі «Ars Magna» 1545 року. Кардано виправдовувався тим, що обіцяв не повідомляти нікому результатів Тартальї, а не дель Ферро. Проте, Тарталья вважав, що Кардано порушив обіцянку і надіслав тому виклик на змагання, якого Кардано не прийняв. Виклик, зрештою, прийняв учень Кардано Лодовіко Феррарі, і виявився переможцем.
Кардано зауважив, що метод Тартальї іноді (а саме — за наявності трьох дійсних коренів) вимагає добування квадратного кореня з від'ємного числа. Він навіть включив обчислення з цими комплексними числами в Ars Magna, але насправді до кінця проблеми не зрозумів. Рафаель Бомбеллі вивчав цю проблему детально, тому вважається першовідкривачем комплексних чисел.
Франсуа Вієт (1540—1603) незалежно вивів розв'язок кубічного рівняння з трьома дійсними коренями. Його розв'язок ґрунтується на тригонометричній формулі
{\displaystyle (2{\cdot }\cos \phi )^{3}-3{\cdot }(2{\cdot }\cos \phi )=2{\cdot }\cos(3{\cdot }\phi ).}
Зокрема, підстановка {\displaystyle x=2{\cdot }a{\cdot }\cos \phi } зводить рівняння
{\displaystyle x^{3}-3{\cdot }a^{2}{\cdot }x=a^{2}\cdot b.}
до вигляду
{\displaystyle 2{\cdot }a{\cdot }\cos(3{\cdot }\phi )=b.}
Пізніше Рене Декарт поглибив роботу Вієта.

## Корені рівняння
Число {\displaystyle x}, що перетворює рівняння на тотожність, називають коренем або розв'язком рівняння. Воно є також коренем многочлена третього степеня, що стоїть у лівій частині канонічного запису.
Над полем комплексних чисел, відповідно до основної теореми алгебри, кубічне рівняння
{\displaystyle ax^{3}+bx^{2}+cx+d=0}
завжди має 3 корені {\displaystyle x_{1},x_{2},x_{3}} (з урахуванням кратності).
Оскільки кожен дійсний многочлен непарного степеня має хоча б один дійсний корінь, усі можливі випадки складу коренів кубічного рівняння вичерпуються трьома, описаними нижче.
Ці випадки розрізняються за знаком дискримінанта:
{\displaystyle \Delta =a^{4}{\cdot }(x_{1}-x_{2})^{2}{\cdot }(x_{1}-x_{3})^{2}{\cdot }(x_{2}-x_{3})^{2}=}
{\displaystyle =-4{\cdot }b^{3}\cdot d+b^{2}{\cdot }c^{2}-4{\cdot }a{\cdot }c^{3}+18{\cdot }a{\cdot }b{\cdot }c{\cdot }d-27{\cdot }a^{2}{\cdot }d^{2}.}
Можливі три випадки:
- Якщо {\displaystyle \Delta >0,} то рівняння має три різні дійсні корені.
- Якщо {\displaystyle \Delta <0,} то рівняння має один дійсний і пару комплексно спряжених коренів, якщо коефіцієнти рівняння — дійсні числа і не обов'язково комплексно спряжених в іншому випадку.
- Якщо {\displaystyle \Delta =0,} то хоча б два корені збігаються. Це може бути, коли рівняння має подвійний дійсний корінь і ще один відмінний від них дійсний корінь; або всі три корені збігаються, утворюючи корінь кратності 3. Розділити ці два випадки допомагає результант кубічного рівняння та його другої похідної: многочлен має корінь кратності 3 тоді й лише тоді, коли зазначений результант також дорівнює нулю.

За теоремою Вієта корені кубічного рівняння {\displaystyle x_{1},\,x_{2},\,x_{3}} пов'язані з коефіцієнтами {\displaystyle a,\,b,\,c,\,d} такими співвідношеннями :
{\displaystyle x_{1}+x_{2}+x_{3}=-{\frac {b}{a}},}
{\displaystyle x_{1}x_{2}+x_{2}x_{3}+x_{1}x_{3}={\frac {c}{a}},}
{\displaystyle x_{1}\,x_{2}\,x_{3}=-{\frac {d}{a}}.}
Діленням зазначених співвідношень одне на одне можна отримати ще кілька співвідношень:
{\displaystyle {\frac {1}{x_{1}}}+{\frac {1}{x_{2}}}+{\frac {1}{x_{3}}}=-{\frac {c}{d}},\quad d\neq 0,}
{\displaystyle {\frac {1}{x_{1}x_{2}}}+{\frac {1}{x_{2}x_{3}}}+{\frac {1}{x_{1}x_{3}}}={\frac {b}{d}},\quad d\neq 0,}
{\displaystyle {\frac {1}{x_{1}x_{2}x_{3}}}=-{\frac {a}{d}},\quad d\neq 0.}

## Методи розв'язування
Загальні точні методи розв'язування:
- Формула Кардано
- Тригонометрична формула Вієта
- Перетворення Чірнхауса

Для деяких особливих типів кубічних рівнянь існують спеціальні способи розв'язування. Наприклад,:
- Зворотне рівняння
- Теорема Безу

Також можна застосовувати чисельні методи розв'язування рівнянь.

### Метод Кардано
Введемо дві змінні {\displaystyle \ u} та {\displaystyle \ v}, такі що
{\displaystyle \ z=u+v,}
підставивши їх в рівняння отримаємо
{\displaystyle \ u^{3}+v^{3}+(3uv+p)(u+v)+q=0.}
введемо додаткову умову для змінних, а саме:
{\displaystyle \ 3uv+p=0,}
підставивши її в рівняння, та використавши {\displaystyle uv=-{\frac {p}{3}},} отримаємо та розв'яжемо квадратне рівняння відносно {\displaystyle \ u^{3}} наступним чином:
{\displaystyle \ u^{6}+qu^{3}-{p^{3} \over 27}=0,\qquad u^{3}=-{q \over 2}\pm {\sqrt {D}},\qquad D={q^{2} \over 4}+{p^{3} \over 27}.}
Всього є три розв'язки рівняння {\displaystyle \ z^{3}+pz+q=0,} один з них є
{\displaystyle z={\sqrt[{3}]{-{\frac {q}{2}}+{\sqrt {D}}}}+{\sqrt[{3}]{-{\frac {q}{2}}-{\sqrt {D}}}}.}
Якщо {\displaystyle p,q\in \mathbb {R} } та:
- {\displaystyle \ D>0,} то рівняння має один дійсний корінь і два комплексні.
- {\displaystyle \ D<0,} то всі три корені рівняння є різними дійсними числами.
- {\displaystyle \ D=0,} то всі корені рівняння є дійсними числами, при чому принаймні два з них є однаковими.

#### Приклад
Розв'яжемо рівняння {\displaystyle \ z^{3}-z=0,} з очевидними коренями -1, 0, +1:
{\displaystyle D={0^{2} \over 4}+{-1^{3} \over 27}=-{1 \over 27}<0.}

### Підстановка Вієта
Як зазначалося вище, будь-яке кубічне рівняння можна звести до вигляду:
{\displaystyle t^{3}+pt+q=0,}
Зробимо підстановку, відому як підстановка Вієта:
{\displaystyle t=w-{\frac {p}{3w}}}
Результатом буде рівняння:
{\displaystyle w^{3}+q-{\frac {p^{3}}{27w^{3}}}=0.}
Помноживши на {\displaystyle w^{3}}, отримаємо рівняння шостого степеня від {\displaystyle w}, яке, насправді, є квадратним рівнянням від {\displaystyle w^{3}}:
{\displaystyle w^{6}+qw^{3}-{\frac {p^{3}}{27}}=0}

Геометричний розв'язок Омара Хаяма кубічного рівняння для випадку, що дає корінь. Те, що вертикальна пряма перетинає вісь у центрі кола, — специфічне для даного конкретного прикладу.

Розв'язуючи це рівняння, отримаємо {\displaystyle w^{3}}. Якщо {\displaystyle w_{1}}, {\displaystyle w_{2}} і {\displaystyle w_{3}} є трьома кубічними коренями {\displaystyle w^{3}}, то корені початкового рівняння можна отримати за формулами
{\displaystyle t_{1}=w_{1}-{\frac {p}{3w_{1}}},\quad t_{2}=w_{2}-{\frac {p}{3w_{2}}}\quad } і {\displaystyle \quad t_{3}=w_{3}-{\frac {p}{3w_{3}}}.}

### Розв'язок Омара Хаяма
Як показано на графіку, для розв'язання рівняння третього степеня {\displaystyle x^{3}+a^{2}x=b}, де {\displaystyle b>0,} Омар Хаям побудував параболу {\displaystyle y={\frac {x^{2}}{a}},} та коло, діаметром якого є відрізок {\displaystyle \left[0,{\frac {b}{a^{2}}}\right]} додатної півосі {\displaystyle x},  після чого провів  вертикальну пряму, що проходить через перетин параболи та кола. Розв'язок визначається довжиною горизонтального відрізка від початку координат до перетину вертикальної прямої з віссю {\displaystyle x}.
Просте сучасне доведення побудови: множимо на {\displaystyle x} рівняння та групуємо члени
{\displaystyle {\frac {x^{4}}{a^{2}}}=x\,\left({\frac {b}{a^{2}}}-x\right)\,.}
Ліва частина — це значення {\displaystyle y^{2}} на параболі. Рівняння кола, {\displaystyle y^{2}+x\,\left(x-{\frac {b}{a^{2}}}\right)=0,} збігається з правою частиною рівняння та дає значення {\displaystyle y^{2}} на колі.